# Acacia horrida
Vachellia horrida (antiga Acacia horrida) é uma espécie de leguminosa do gênero Acacia, pertencente à família Fabaceae.